# Boschidar Spassow
Boschidar Spassow (bulgarisch Божидар Спасов; * 13. August 1949 in Sofia) ist ein bulgarischer Komponist, Geiger und Hochschuldozent.

## Leben
Bereits im Alter von acht Jahren fing Spassow damit an, Geige zu spielen. In den Jahren 1963 bis 1968 ging er auf ein Musikgymnasium, nahm dort Violinunterricht und studierte 1968 bis 1970 Violine und Musiktheorie an der Musikakademie Sofia. Im selben Jahr wechselte Spassow ans Moskauer Konservatorium und setzte seine Studien in Komposition, Instrumentation und Musikwissenschaft fort. 1975 wurde sein Bühnenwerk Der Verzauberte zum ersten Mal aufgeführt, für das er 1978 den Förderpreis des Carl-Maria-von-Weber-Wettbewerbs in Dresden gewann. Ab demselben Jahr bekleidete er eine Stelle als wissenschaftlicher Mitarbeiter an der Bulgarischen Akademie der Wissenschaften, von 1979 an lehrte er Musiktheorie und Musikgeschichte in Plowdiw.
1988 erhielt Spassow den ersten Preis beim Romer Wettbewerb „Valentino Bucchi“. Im Jahre 1990 siedelte er nach Deutschland über. Seit 1992 ist er Dozent an der Essener Folkwang Hochschule, momentan für Solfège und Literaturkunde. Von 2003 bis 2004 nahm er zudem eine Lehrtätigkeit an der Detmolder Hochschule für Musik wahr. Viele seiner Werke wurden auf renommierten Festivals wie bei den Darmstädter Ferienkursen, den Wittener Tagen für neue Kammermusik, den Weltmusiktagen oder Wien Modern aufgeführt. Von Spassow liegen einige musikwissenschaftliche Artikel, vor allem über Aspekte der Neuen Musik, vor.

## Werke (Auswahl)
- Konzert für Flöte, 13 Streicher und Celesta (1976)
- Symphonie für großes Orchester (1978)
- Romantische Lieder (1981)
- Weite (Dialoge 1) für zwei Instrumentalgruppen (1983)
- Diphonium für Fagott und Posaune (1987)
- De profundis für Kammerensemble (1988)
- Vogelpuzzle. Ein Spiel für vier Kinder für Flöte, zwei Violinen und Klavier (1990)
- Wasserfälle für Klavier (1991)
- Parabel 12 für Kammerensemble (1992)
- Games of the Nine für Bassklarinette, Harfe, Schlagzeug und Kammerorchester (1992–97)
- Zwei Fragmente von Sappho für Mezzosopran und Vibraphon (1998)
- Zyklus Fiato continuo I-V (1998/1999/2002/2006)
- Con spasso für vier Spieler (2000)
- Vidritza. Drei Sätze für zehn Spieler (2006)
- Antigrav (Experimentalfilm; 2007)
- „aDDe“ Klangfiguren für Instrumentalensemble (2007)
- Durchschlagzunge. Audiovisuelle Komposition für Klavier, Video und Elektronik (2008)
- Incontri invisibili für Ensemble (2009)
- Incontri invisibili I für Orchester (2010)